# FIBA Europapokal der Landesmeister

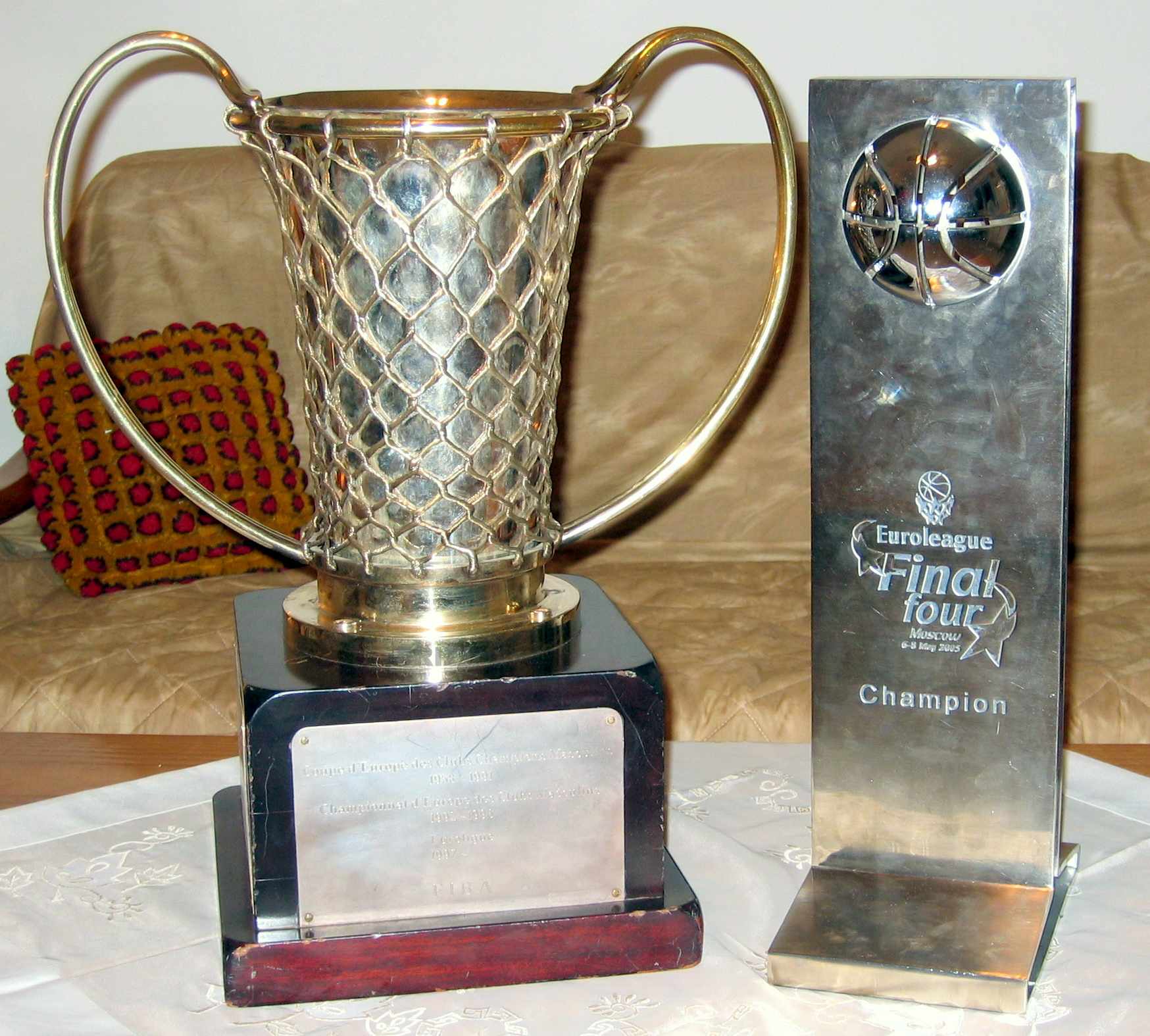
Trophäe des Europapokals der Landesmeister (links)

Der FIBA Europapokal der Landesmeister (weitere Bezeichnungen FIBA European Championship und FIBA Euroleague) war ein Europapokalwettbewerb im Basketball für Herrenmannschaften, der zwischen 1958 und 2000 unter Schirmherrschaft der FIBA Europa ausgetragen wurde.
Teilnahmeberechtigt waren zunächst nur die Meister der nationalen Verbände der FIBA Europa, ehe der Wettbewerb in den 1990er Jahren auch für mehrere Vereine je Nation, in der Regel Vizemeister und Drittplatzierte der jeweiligen Liga, geöffnet wurde. Der FIBA Europapokal der Landesmeister galt bei Bestehen durchgängig als der bedeutendste kontinentale Wettbewerb vor dem FIBA Europapokal der Pokalsieger und dem Korać-Cup.
Rekordsieger des Wettbewerbs ist mit acht Titelgewinnen Real Madrid, gefolgt von Pallacanestro Varese mit fünf und ZSKA Moskau mit vier Titeln. Der größte Erfolg einer deutschen Mannschaft war der Einzug ins Viertelfinale des Wettbewerbs von Alba Berlin in der Saison 1997/98.
Als im Jahre 2000 die von der Ligenvereinigung ULEB organisierte EuroLeague ihren Spielbetrieb aufnahm, stellte die FIBA den Europapokal der Landesmeister ein und gründete dafür die Suproleague, die jedoch nach nur einer Saison ebenfalls eingestellt wurde.

## Geschichte

### 1958–1963: Anfänge mit sowjetischen Erfolgen

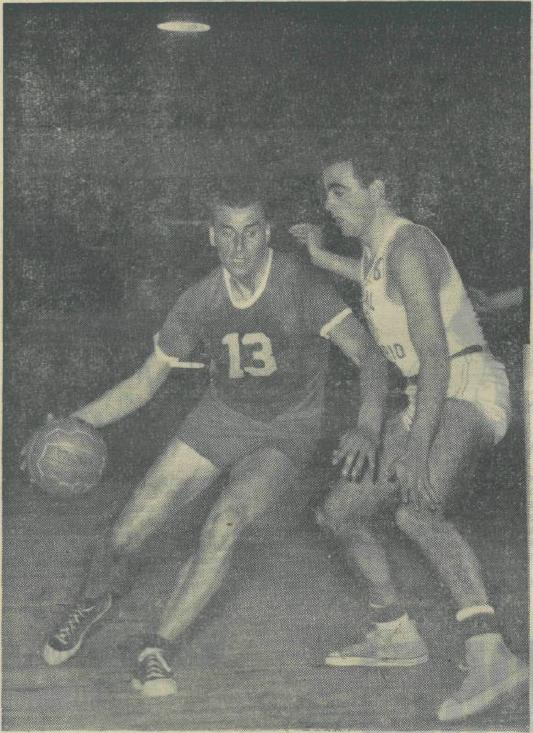
Halbfinale Olimpija Ljubljana – Real Madrid (1961/62)

Der FIBA Europapokal der Landesmeister wurde 1957 unter Schirmherrschaft der FIBA Europa gegründet und im Jahr 1958 erstmals ausgetragen. Es war der erste Basketball-Europapokal und von der Gründung bis zur Einstellung im Jahr 2000 auch der bedeutendste. Teilnahmeberechtigt waren zunächst nur die Meister verschiedener Basketballverbände die Teil der FIBA waren, wobei die Anzahl teilnehmender Mannschaften zwischen 16 und 26 schwankte.
Erstmals diskutiert wurde die Idee eines Europapokals für Basketball-Vereinsmannschaften bei einer FIBA-Konferenz in Budapest im Jahre 1957, kurz nach der Gründung der Europa-Sektion der FIBA. Zwei Jahre zuvor startete im Fußball mit ansprechendem Erfolg der europäische Landesmeisterpokal, der in den Überlegungen der Funktionäre unter Leitung von Raimundo Saporta eine Vorbildfunktion hatte. Im Sommer 1957 stellte die FIBA im Rahmen der Basketball-Europameisterschaft 1957 in Sofia das Projekt des Landesmeisterpokals im Basketball den Landesverbänden und der Öffentlichkeit vor. Bei einer Tagung in Gauting im Dezember desselben Jahres wurde der FIBA Europapokal der Landesmeister offiziell ins Leben gerufen.
Das erste Europapokalspiel im Basketball fand dann am 22. Februar 1958 zwischen Royal SC Anderlecht und BBC Etzella (82:43) statt. Die erste Austragung des Landesmeisterpokals gewann ASK Riga, der sich im Finale in Hin- und Rückspiel gegen Akademik Sofia durchsetzte. Auch die beiden Spielzeiten danach entschied der ASK Riga für sich. Während das Team aus der Sowjetunion in der Saison 1958/59 erneut Akademik Sofia bezwang, besiegte man 1959/60 den sowjetischen Konkurrenten von BK Dinamo Tiflis.
Topscorer in allen drei Endspielen war der 2,18 Meter große Jānis Krūmiņš, der zu den herausragenden Centern seiner Zeit gehörte. Gecoacht wurde Riga in jener Zeit von der sowjetischen Trainerikone Alexander Gomelski. Auch bei der vierten Austragung 1960/61 schaffte es Riga ins Finale, unterlag dort jedoch diesmal deutlich ZSKA Moskau. In der Saison 1961/62 gelang es erstmals Real Madrid ins Endspiel einzuziehen, wo sich die „Königlichen“ jedoch BK Dinamo Tiflis geschlagen geben mussten.
In der Spielzeit 1962/63 wiederholte Real den Finaleinzug und verlor dieses Mal gegen ZSKA Moskau, die ihren zweiten Titelgewinn feierten. ZSKA profitierte als offizieller Klub der Sowjetarmee bis weit in die 1980er Jahre hinein von dem Umstand, dass regelmäßig die besten Spieler anderer sowjetischer Teams nach Moskau „abkommandiert“ wurden. Die ersten sechs Austragungen wurden somit allesamt von Sowjet-Teams gewonnen, was der Dominanz der Nationalmannschaft der UdSSR entsprach, die zwischen 1947 und 1972 elf der 13 ausgetragenen Europameisterschaften gewann. Die Nationalmannschaft war dabei in der Regel nahezu identisch mit der Mannschaft von ZSKA Moskau so wie dies auch in anderen Sportarten, bspw. im Eishockey und Fußball, üblich war.

### 1963–1970: Real Madrid gewinnt vier Titel

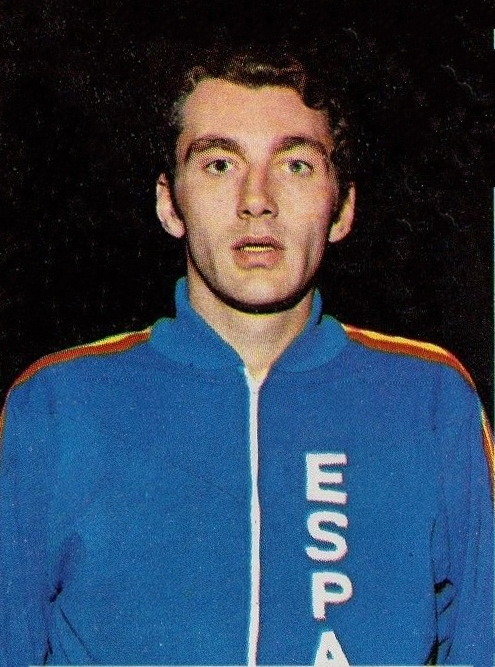
Clifford Luyk (1972)

Dass die Dominanz der Sowjets in der Spielzeit 1963/64 gebrochen werden würde, war von vornherein klar, da der sowjetische Verband ZSKA Moskau die Teilnahme am Europapokal untersagte. Begründet wurde dies mit „der wichtigeren Vorbereitung auf die Olympischen Spiele 1964“. Auch in den folgenden olympischen Zyklen nahm aus diesem Grund kein sowjetisches Team teil.
Es oblag schließlich Real Madrid, als erstes nicht sowjetisches Team den Wettbewerb zu gewinnen. Der unterlegene Finalist der beiden Vorjahre gewann unter Führung des Topscorers Emiliano Rodríguez im Finale gegen Spartak-Zbrojovka Brünn aus der Tschechoslowakei. Der spanische Serienmeister legte in der Saison darauf (1964/65) nach und gewann unter Leitung des Trainers Pedro Ferrándiz und mit Topscorer Clifford Luyk durch einen Sieg im Endspiel gegen ZSKA Moskau erneut den Landesmeisterpokal. Da die Madrilenen in jener Saison auch Spanischer Meister und Spanischer Pokalsieger wurden, krönten sie sich als erste Mannschaft mit der „Triple Crown“, dem Triple im Basketball.
Seit der Saison 1965/66 wurde das Finale in einem Spiel an einem neutralen Ort ausgetragen. Ebenfalls neu eingeführt wurde eine Gruppenphase mit zwei Gruppen je vier Mannschaften, was zur Folge hatte, dass die Topmannschaften mehr Spiele zu absolvieren hatten. In der Spielzeit trug sich mit Simmenthal Olimpia Milano erstmals ein italienischer Verein in die Siegerliste ein. Im Finale bezwangen die Mailänder TJ Slavia VŠ Prag, die mit Jiří Zídek Sr. – der im Jahr 2001 zum besten tschechischen Basketballer des 20. Jahrhunderts gewählt wurde – immerhin den Topscorer in ihren Reihen hatten. Die Mailänder hingegen hatten mit Bill Bradley einen talentierten US-Amerikaner in ihren Reihen, der später mit den New York Knicks zweimal die NBA-Meisterschaft gewann.
Simmenthal Olimpia Milano erreichte auch 1966/67 das Endspiel, unterlag dort diesmal aber Real Madrid, welches sich nach einem Jahr Pause wieder den Titel sichern konnte. Real setzte sich dabei vor heimischer Kulisse im Pabellón del Real Madrid durch. Es war das letzte Mal, dass sich ein Klub vor Heimpublikum den Titel des Landesmeisterpokals sichern konnte. Auch in der Saison 1967/68 gewann Real Madrid den Wettbewerb, zum insgesamt vierten Mal.
Zum spannendsten Finale in der Geschichte des Europapokals der Landesmeister kam es in der Saison 1968/69, als ZSKA Moskau zum dritten Mal auf Real Madrid traf. Es war das einzige Endspiel, welches nach Verlängerung entschieden werden musste, nachdem es nach der regulären Spielzeit 81:81 unentschieden stand. Doch auch diese erste Verlängerung (93:93) brachte keine Entscheidung, sodass sich Moskau erst nach der zweiten Verlängerung mit 103:99 den Sieg sicherte. Dabei verspielte Madrid zweimal, vor Ablauf der regulären Spielzeit und vor Ende der ersten Verlängerung, durch Turnover und vergebene Freiwürfe ein Two possession game.

### 1970–1980: Vareses goldene Ära

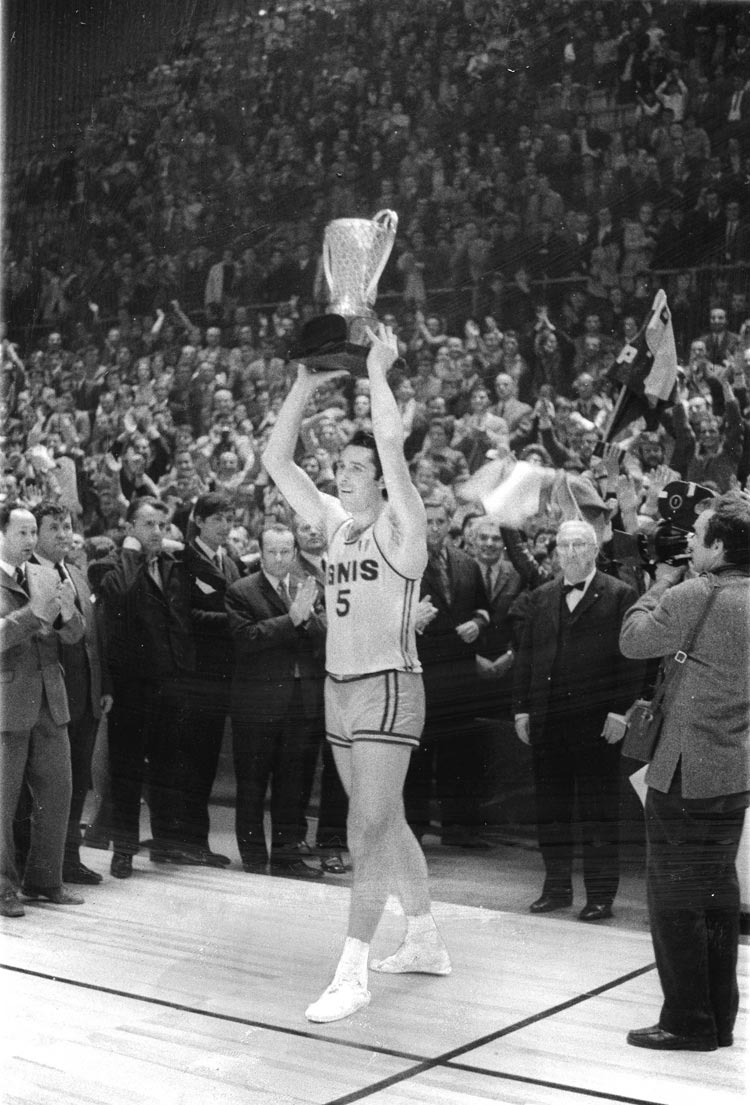
Vareses Ottorino Flaborea nach Titelgewinn 1969/70

Mit der Saison 1969/70 begann die beispiellose Ära der italienischen Mannschaft Pallacanestro Varese, die aus Sponsoringgründen zunächst als Ignis Pallacanestro Varese und später als Mobilgirgi Varese Varese antrat. Varese erreichte zehn Jahre in Folge immer das Finale und gewann deren fünf. Der Hauptkonkurrent Vareses war die in den Jahren zuvor bereits dominant auftretende Auswahl von Real Madrid. Die Führungsfigur Vareses war Dino Meneghin, der als einer der besten europäischen Center aller Zeiten gilt und so oft wie kein anderer Spieler den Europapokal der Landesmeister gewann, nämlich siebenmal (fünfmal mit Varese und zweimal mit Mailand).
Im Finale 1969/70 bezwangen die Italiener ZSKA Moskau und sicherten sich damit auch die „Triple Crown“. In der Spielzeit darauf revanchierte sich ZSKA in der Neuauflage des Endspiels und behielt dieses Mal mit einem klaren Sieg die Oberhand. Der wichtigste Mann der Moskauer war dabei Sergei Below, der zum wiederholten Male Final-Topscorer wurde. Der damit vierte gewonnene Titel sollte der letzte für die Moskauer bleiben, die es auch nur noch ein weiteres Mal ins Finale schaffen sollten. In der Saison 1971/72 kam es zwischen Varese und Jugoplástika Split zu einem spannenden und engen Endspiel. Die Jugoslawen von Split hatten zahlreiche Weltmeister von 1970 in ihren Reihen, wie etwa auch den Final-Topscorer Petar Skansi. Am Ende agierte die Mannschaft von Varese in der ausgeglichenen Partei etwas cleverer und gewann mit einem Punkt Vorsprung (70:69).
Nachdem bereits 1966 der FIBA Europapokal der Pokalsieger seinen Betrieb aufnahm, der einen durchaus hohen Stellenwert hatte und von zahlreichen Vereinen gewonnen wurde, die vorher oder nachher auch den Landesmeisterpokal gewonnen hatten, folgte 1972 mit der Gründung des Korać-Cup der dritte Europapokal. An der Stellung des FIBA Europapokal der Landesmeister änderte dies jedoch nichts, dieser war und blieb weiterhin der wichtigste.
Zum zweiten Mal konnte Varese das Triple in der Spielzeit 1972/73 gewinnen. Während man sich sowohl im Endspiel der Serie A als auch im Halbfinale des Landesmeistercups gegen den Rivalen von Simmenthal Olimpia Milano durchsetzen konnte und auch die Coppa Italia gewann, bezwang die Mannschaft im Endspiel um den Europapokal der Landesmeister ZSKA Moskau. Ebenfalls zum zweiten Mal das Triple gewinnen konnte 1973/74 Real Madrid, welches sich im ersten von drei aufeinanderfolgenden Endspielen gegen Varese knapp durchsetzen konnte. Die Italiener führten dabei das ganze Spiel über, über längerer Zeit auch zweistellig, ohne sich aber entscheidend absetzen zu können. Am Ende drehten die Madrilenen unter Anführung der US-Amerikaner Wayne Brabender und Walter Szczerbiak die Partie noch zu ihren Gunsten und gewannen mit 84:82. Real-Trainer Pedro Ferrándiz gewann damit seinen vierten Titel (alle mit Real) und zog mit Alexander Gomelski (drei mit Riga, einer mit Moskau) gleich.

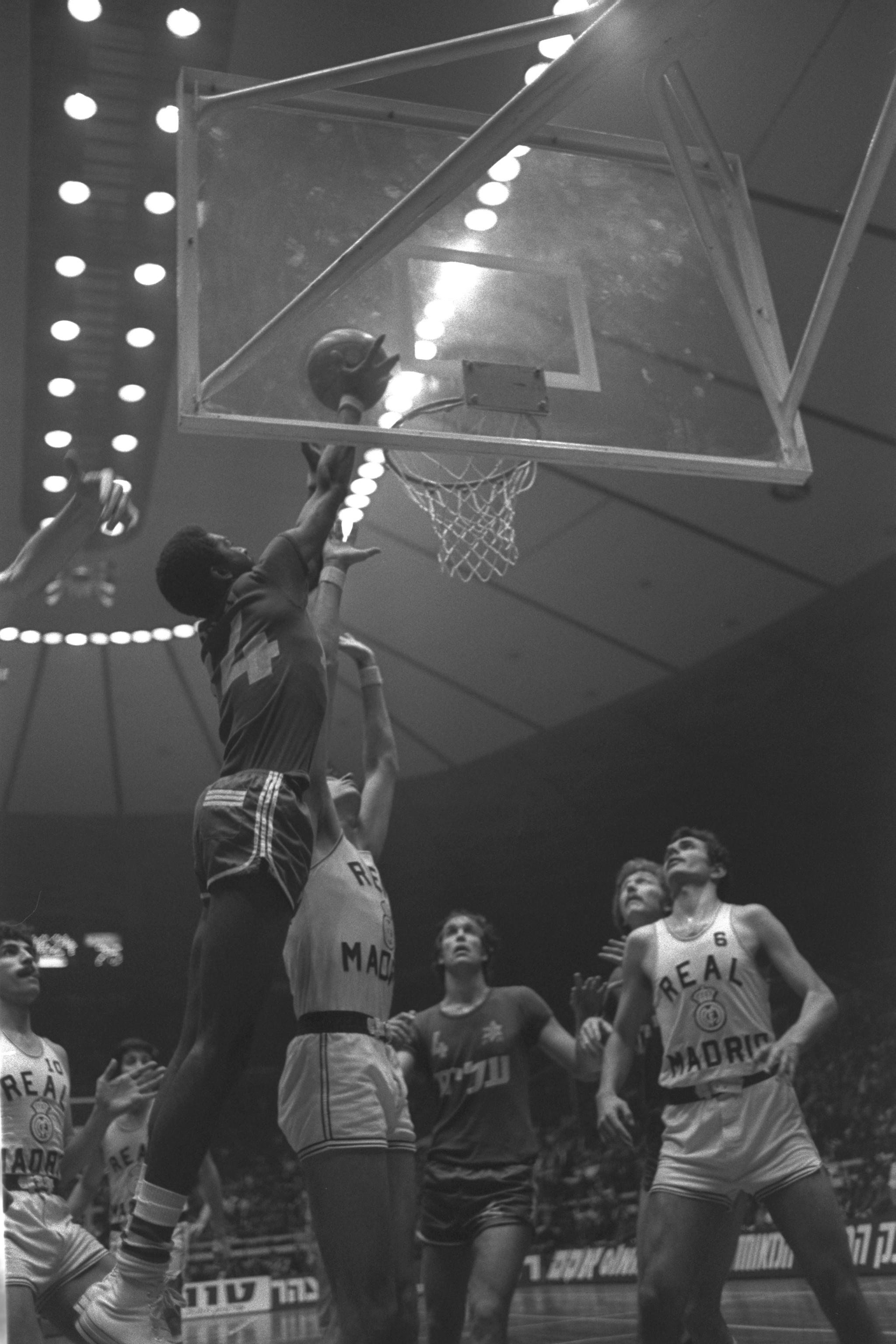
Spielszene Maccabi Tel Aviv – Real Madrid (1974/75)

Mit der Saison 1974/75 wurde die Anzahl der in den beiden Gruppen spielenden Mannschaften auf sechs erhöht. Ignis Pallacanestro Varese beendete die Spielzeit mit 13 Siegen aus 13 Spielen abschließend mit dem deutlichen Finalsieg gegen Madrid, eine einmalige und von keiner Mannschaft wieder erreichte ungeschlagene Bilanz. Auch 1975/76 dominierte Varese den Wettbewerb und schlug im Finale erneut Real. Für Varese war es der fünfte Triumph im Landesmeisterpokal, womit sie vorläufig mit Real Madrid gleichzogen. Gleichzeitig sollte es aber auch der letzte Titelgewinn für Varese bleiben.
Ab der Spielzeit 1976/77 wurde die Anzahl abzusolvierender Spiele nochmals angehoben. Nach einer ersten Gruppenphase mit sechs Gruppen je vier Mannschaften gab es danach nun eine zweite Gruppenphase, an der die sechs Gruppensieger „jeder gegen jeden“ zweimal die beiden Plätze im Finale ausspielten. Während Maccabi Tel Aviv aus Israel in den Jahren zuvor nicht über die Gruppenphase hinauskam, gelang Maccabi 1976/77 überraschend der Durchbruch bis zur europäischen Spitze. Dabei profitierte Maccabi allerdings in der Endrunden-Gruppenphase von politischen Entscheidungen, da Spartak ZJŠ Brünn und ZSKA Moskau das Auswärtsspiel in Tel Aviv verboten wurde und Maccabi zwei Siege am „grünen Tisch“ bilanzieren konnte. Am Ende waren Tel Aviv, Moskau und Real Madrid hinter Varese punktgleich und der entscheidende Unterschied im direkten Vergleich zwischen diesen drei Mannschaften lag im symbolisch mit 2:1 gewerten Heimspiel Maccabis gegen ZSKA.
Im Finale bewies Maccabi gegen Varese aber nicht zufällig das Endspiel erreicht zu haben. Mit den hochklassigen Spielern Miki Berkovich und Tal Brody und trainiert vom Deutsch-Israeli Ralph Klein setzte sich Tel Aviv knapp mit 78:77 gegen Varese durch. Da der israelische Dauermeister auch in jener Saison sowohl die Ligat ha’Al als auch den Israelischen Pokal gewann, krönte er sich zudem als drittes Team mit der „Triple Crown“. Der Sieg Maccabis hatte für ganz Israel eine große Bedeutung. Miki Berkovich verglich den Erfolg für Israel mit dem Wunder von Bern für West-Deutschland.
Maccabi Tel Aviv etablierte sich von nun an dauerhaft in der erweiterten europäischen Spitzenklasse. In der Saison 1977/78 kam es jedoch zum vierten Mal zum Finale zwischen Real Madrid und Pallacanestro Varese, welches Real mit Topscorer Walter Szczerbiak für sich entschied. Die „Königlichen“ holten damit ihren sechsten Titel im Landesmeisterpokal, wurden damit alleiniger Rekordsieger des Wettbewerbs und blieben dies auch bis zu dessen Einstellung. Mit dem Endspiel-Austragunsort München (in der dortigen Olympiahalle) wurde erstmals ein Finale in West-Deutschland ausgetragen, später folgten noch zwei weitere Endspiele in München sowie jeweils eines in West-Berlin und Köln.
In der Saison 1978/79 gewann mit KK Bosna Sarajevo erstmals eine jugoslawische Mannschaft den Titel. Dieser Erfolg war eingebettet in einer legendären Ära des jugoslawischen Basketballs, denn die jugoslawische Nationalmannschaft wurde 1977 Europameister, 1978 Weltmeister und 1980 Olympiasieger. Sarajevos Spieler Ratko Radovanović und Mirza Delibašić waren dabei für KK Bosna und für das Nationalteam wichtige Akteure. Entscheidender Mann des Finales im Landesmeisterpokal war allerdings Žarko Varajić, der 45 Punkte erzielte und damit den Allzeitrekord im Scoring hält. Der Erfolg Sarajevos war auch der größte Titel als Spieler für Svetislav Pešić, der später die deutsche Nationalmannschaft und unter anderem verschiedene deutsche Mannschaften trainierte. Für Bosnas Finalgegner Varese stellte dieses Endspiel hingegen das Ende ihrer erfolgreichen Ära dar. Die Italiener erspielten sich danach gar nicht mehr die Zugangsberechtigung zur Teilnahme am Landesmeisterpokal, erreichten aber in den 1980er Jahren noch Erfolge in den nachrangigen Europapokalwettbewerben.

### 1980–1988: Italiener und Jugoslawen dominieren
In den 1980er Jahren gab es kein konstant starkes Team wie mit Varese in den 1970er Jahren, doch italienische Mannschaften waren mit zusammen fünf gewonnenen Titeln erneut die erfolgreichsten, gefolgt von jugoslawischen Teams mit vier Erfolgen. In der Saison 1979/80 gewann Real Madrid durch einen knappen Finalsieg in der Berliner Deutschlandhalle gegen Maccabi Tel Aviv zum siebten und für längere Zeit zum letzten Mal den Landesmeisterpokal. Bester Madrilene war dabei Rafael Rullán. 1980/81 wäre es beinahe zu einer Sensation gekommen, als die niederländische Mannschaft Nashua Den Bosch überraschend bis zum letzten Spieltag der zweiten Gruppenphase Chancen auf den Einzug ins Finale hatte, doch im entscheidenden Spiel bei Sinudyne Bologna verlor. Den Bosch schloss die Gruppenphase aber vor Real Madrid, Bosna Sarajevo und ZSKA Moskau und damit vor insgesamt 12 Titeln im Landesmeisterpokal ab, weshalb diese internationale Saison als eine der erfolgreichsten des niederländischen Basketballs gilt. Im ausgeglichenen Endspiel unterlag Bologna dann Maccabi Tel Aviv, die ihren zweiten Titel und ihre zweite „Triple Crown“ gewannen. Das denkbar knapp mit 80:79 endende Finale wurde allerdings von einigen umstrittenen Schiedsrichterentscheidungen in den letzten Sekunden überschattet.

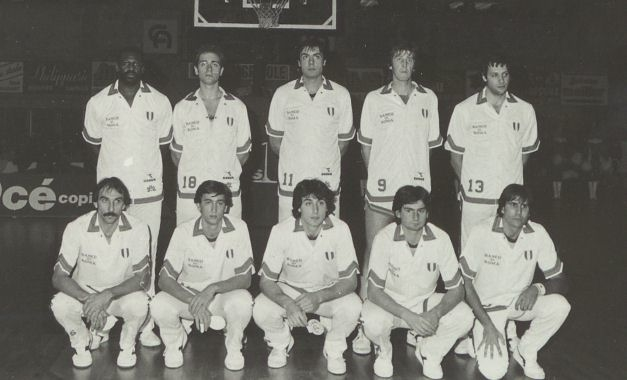
Mannschaft von Banco di Roma (1983)

Anhand der folgenden Jahre wurde die Stärke der italienischen Liga besonders deutlich, da der Titel in den nächsten sechs Jahren von drei verschiedenen Mannschaften aus Italien gewonnen werden konnte. Der in der Saison 1981/82 zu vergebene Titel konnte von Squibb Cantù gewonnen werden, die im Finale in der Sporthalle in Köln den Vorjahressieger Maccabi Tel Aviv bezwingen konnten. Cantù konnte dabei unter anderem auf den italienischen Rekordnationalspieler Pierluigi Marzorati zurückgreifen. In der Saison darauf verteidigte Cantù seinen Titel durch einen knappen Sieg (69:68) im rein italienischen Finale gegen Olimpia Milano, aus Sponsoringgründen Billy Milano genannt. Topscorer des Endspiels wurde Antonello Riva, Rekordhalter für die meisten erzielten Punkte für die italienischen Nationalmannschaft und der Serie A.
Die Saison 1983/84, die Dichte an Spielen wurde zwischenzeitlich durch die Abschaffung der ersten Gruppenphase und der Wiedereinführung von Playoff-Runden, die auf dem Weg zur zweiten Gruppenphase überstanden werden mussten, etwas verringert, wurde die große Spielzeit von Banco di Roma. Die Römer profitierten dabei den ganzen Wettbewerb über von ihrer sehr starken Defensivleistung und auch im Endspiel hielten sie den angriffsstarken Gegner FC Barcelona bei unter 75 Punkten, was zum Sieg reichte (79:73). Nur Juan Antonio San Epifanio kam auf der Seite Barcelonas mit seinen 31 Zählern wie gewohnt zum Zug. Für die Katalanen war die Finalteilnahme dennoch ein weiterer Meilenstein, nachdem der Klub kurz zuvor bereits auf nationaler Ebene die jahrzehntelange Dominanz von Real Madrid brechen konnte und in den 1980er Jahren mehrere Male Spanischer Meister werden konnte.

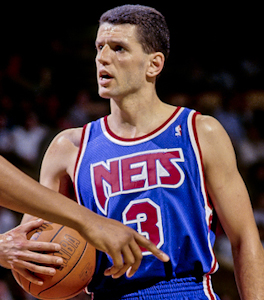
Dražen Petrović im Trikot der New Jersey Nets (1992)

1984/85 krönte sich erstmals KK Cibona Zagreb aus Jugoslawien mit dem Europapokal der Landesmeister und durch die Gewinne in der nationalen Liga sowie im Pokal auch mit der „Triple Crown“. Zagreb konnte dabei auf einige der Olympiasieger von 1980 zurückgreifen, wie etwa Andro Knego. Vor allem zu nennen ist aber Dražen Petrović, einem der besten europäischen Basketballer aller Zeiten. Petrović, der bis zu seinem frühen Unfalltod 1993 auch in der NBA spielte, erhielt aufgrund seiner eleganten Spielweise den Spitznamen „Mozart des Parketts“. Mit seinen 36 Punkten war Petrović der überragende Akteur im Finale gegen Real Madrid, welches Zagreb mit neun Punkten Unterschied gewann. Die Partie war dabei über 30 Minuten lang maximal ausgeglichen, doch am Ende profitierte Zagreb von der intelligenteren Taktik und dem Umstand, dass sich Madris bester Verteidiger Juan Manuel López Iturriaga mit vier Fouls kein Weiteres mehr erlauben durfte.
Auch in der Saison 1985/86 führte Dražen Petrović seine Zagreber an die Spitze Europas. In einem hart umkämpften Finale war allerdings der litauische Topstar Arvydas Sabonis des Zagreber Gegners Žalgiris Kaunas der überragende Mann, der allerdings in der 31. Minute auch zur tragischen Figur des Endspiels wurde. Bis dahin kontrollierte Cibona zwar durchgehend die Führung, konnte sich aber nie entscheidend absetzen. Hauptsächlicher Grund dafür waren vor allem Sabonis 27 Punkte und dessen Beherrschung des Rebounds, deren 14 er einsammelte. In besagter 31. Minute ließ sich Sabonis beim Spielstand von 68:61 für Zagreb dann nach einer hitzigen Spielszene zu einer Tätlichkeit an einem Spieler Cibonas hinreißen, was ein disqualifizierendes Foul gegen ihn zur Folge hatte. Ohne Sabonis verlor Kaunas in der Folge jegliche Ordnung und musste sich am Ende mit zwölf Punkten Unterschied geschlagen geben.
Genau 20 Jahre nach dem ersten Titel konnte Olimpia Milano, inzwischen aus Sponsoringgründen als Tracer Milano bezeichnet, in der Spielzeit 1986/87 zum zweiten Mal den wichtigsten Europapokal gewinnen. Dabei benötigten die Mailänder eine furiose Aufholjagd in der zweiten Runde, um überhaupt die Gruppenphase zu erreichen. Das Hinspiel bei Aris Thessaloniki ging nämlich mit 31 Punkten Rückstand verloren. Das Rückspiel konnte Milano, welches unter anderem den ehemaligen Vareser Superstar Dino Meneghin sowie den späteren zweifachen NBA-Trainer des Jahres Mike D’Antoni in ihren Reihen hatten, aber mit 83:49 gewinnen. In einem eher unattraktivem Finale setzten sich die Italiener mit 71:69 gegen Maccabi Tel Aviv durch. Die Israelis verloren die Partie letztlich mit einer desolaten Freiwurfquote von 57 Prozent an der Freiwurflinie. Der Sieg besiegelte des Weiteren das erste Triple für Milano.

### 1988–1991: Einführung des Final Four, Splits Dreifachsieg
Zur Saison 1987/88 gab es einige Änderungen im Turniermodus. Die Anzahl teilnehmender Klubs an der Gruppenphase wurde von sechs auf acht erhöht. Die vier besten Teams qualifizierten sich für ein Final-Four-Turnier, das an einem neutralen Ort ausgetragen wurde. Hier traten je zwei Mannschaften in Halbfinals gegeneinander an. Die Gewinner qualifizierten sich für das Finale, aus dem der Sieger des Europapokals der Landesmeister hervorging.
BSC Saturn Köln nahm als Meister der Bundesligasaison 1986/87 am Wettbewerb teil und feierte in der Gruppe mit einem 102:78 gegen den Titelverteidiger aus Mailand sowie Siegen gegen Barcelona und bei Partizan Belgrad einige Achtungserfolge. Nach drei Spielen standen die unter anderem mit den US-Amerikanern Bryan Warrick und Ralph McPherson besetzten Kölner sogar auf Platz 1 der Gruppe, konnten das Niveau in der über 14 Spiele andauernden Gruppenphase aber nicht halten und wurden schließlich Sechster. Tracer Milano ging als Sieger des Final Four in Gent hervor. Aus der inzwischen im Besitz der Unternehmerfamilie Agnelli befindlichen Mannschaft stach diesmal Bob McAdoo heraus. Der zweimalige NBA-Champion und NBA-MVP von 1975 wurde mit 25 Punten Topscorer in der Neuauflage des Endspiels des Vorjahres gegen Maccabi Tel Aviv und holte zudem 12 Rebounds.

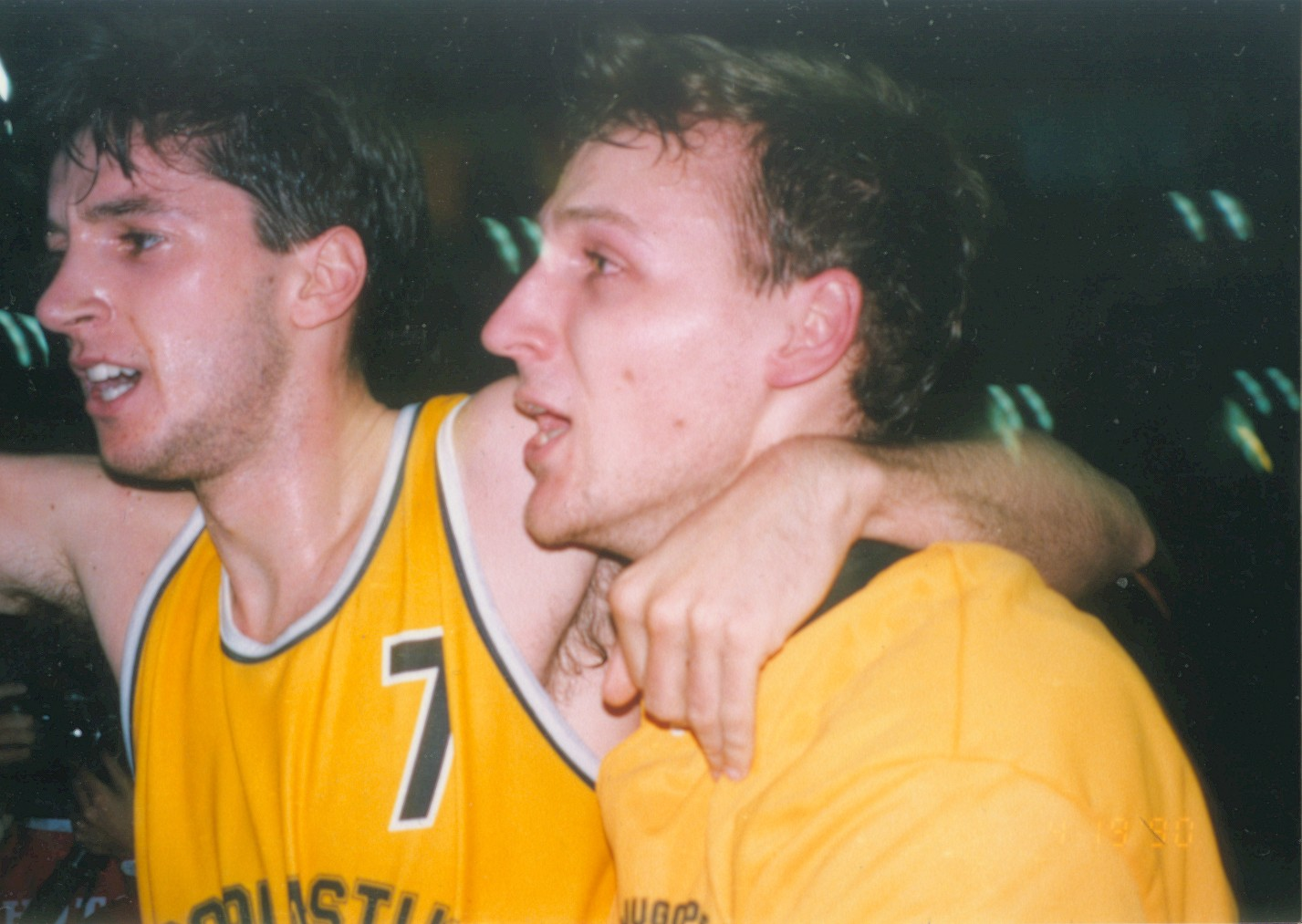
Toni Kukoč und Dino Rađa (Jugoplástika Split) nach gewonnenem Finale 1989/90

Die nächsten drei Spielzeiten wurden allesamt von KK Split, aus Sponsoringgründen Jugoplástika Split genannt, gewonnen. Nach ASK Riga von 1958 bis 1960 war Varese der zweite Klub, der den Wettbewerb dreimal in Folge gewinnen konnte. Dabei waren einige Parallelen zum Titelgewinn Sarajevos 1978/79 zu beobachten, denn stärker noch wie Sarajevo profitierte Split von einer hochwertigen Auswahl an jugoslawischen Topspielern, die 1990 Weltmeister und 1989 sowie 1991 Europameister mit der Nationalmannschaft wurden. Herauszustellen sind hier besonders Dino Rađa und Toni Kukoč. Letzterer wechselte später in die NBA und gewann gemeinsam mit Michael Jordan bei den Chicago Bulls dreimal die NBA.
Das Endspiel der Saison 1988/89 in der Münchner Olympiahalle wurde von Beobachtern als „Clash der Spielkulturen“ bezeichnet. Das europäische und jugendliche Wirken von Split traf auf ein deutlich erfahreneres Maccabi Tel Aviv mit einigen US-Amerikanern im Team. Split entschied dieses Duell am Ende für sich und Maccabi musste die dritte Finalniederlage in Serie hinnehmen. 1989/90 ging der FC Barcelona trotz des Vorjahressieges von Split als Favorit ins Endspiel, da die Katalanen eine starke Vorrunde spielten und das Finale in Spanien (Saragossa) vor vielen Barça-Fans stattfand. Jugoplastikas Taktik sich auf die Defensive zu konzentrieren ging auf und Barcelona wurde bei unter 70 Punkten gehalten, ein ungewöhnlich niedriger Wert für die Spanier in dieser Saison. Toni Kukoč bestimmte in der Schlussphase das Tempo und entschied die Partie zugunsten der Jugoslawen, außerdem wurde er Finals-MVP und mit 20 Punkten auch Topscorer der Finalbegegnung. Split gewann durch den Erfolg im Landesmeisterpokal erstmals das Triple.
Der FC Barcelona ging auch in die Neuauflage des Vorjahresfinales in der Spielzeit 1990/91 als Favorit, da die Katalanen deutlich Gruppensieger wurden, Split dort zweimal schlugen und im Halbfinale des Final Four Maccabi Tel Aviv mit 101:67 aus der Halle beförderten. Split, inzwischen aus Sponsoringgründen Pop 84 Split bezeichnet, hatte den Abgang einiger Topspieler zu verkraften, die wie etwa Dino Rađa von finanzstärkeren Klubs insbesondere aus Südwesteuropa abgeworben wurden. Die Partie lief im Grunde genau wie jene vor einem Jahr: Splits kompromisslose Verteidigung entnervte die Katalanen, die ihr schlechtestes Saisonspiel hinlegten und es auf gerade einmal 65 Punkte brachten, 30 Punkte weniger als im Saisonschnitt. So wurden die Jugoslawen dieses Mal von Zoran Savić, der mit seinen 27 Punkten dem Spiel den Stempel aufdrückte, zum Titel und auch zur zweiten „Triple Crown“ geführt. Aus deutscher Sicht konnte Bayer 04 Leverkusen in der Gruppenphase einige Siege (unter anderem ein 102:101 gegen Tel Aviv) einfahren und wurde Sechster.

### 1991–1996: Umstrukturierung zur FIBA European Championship

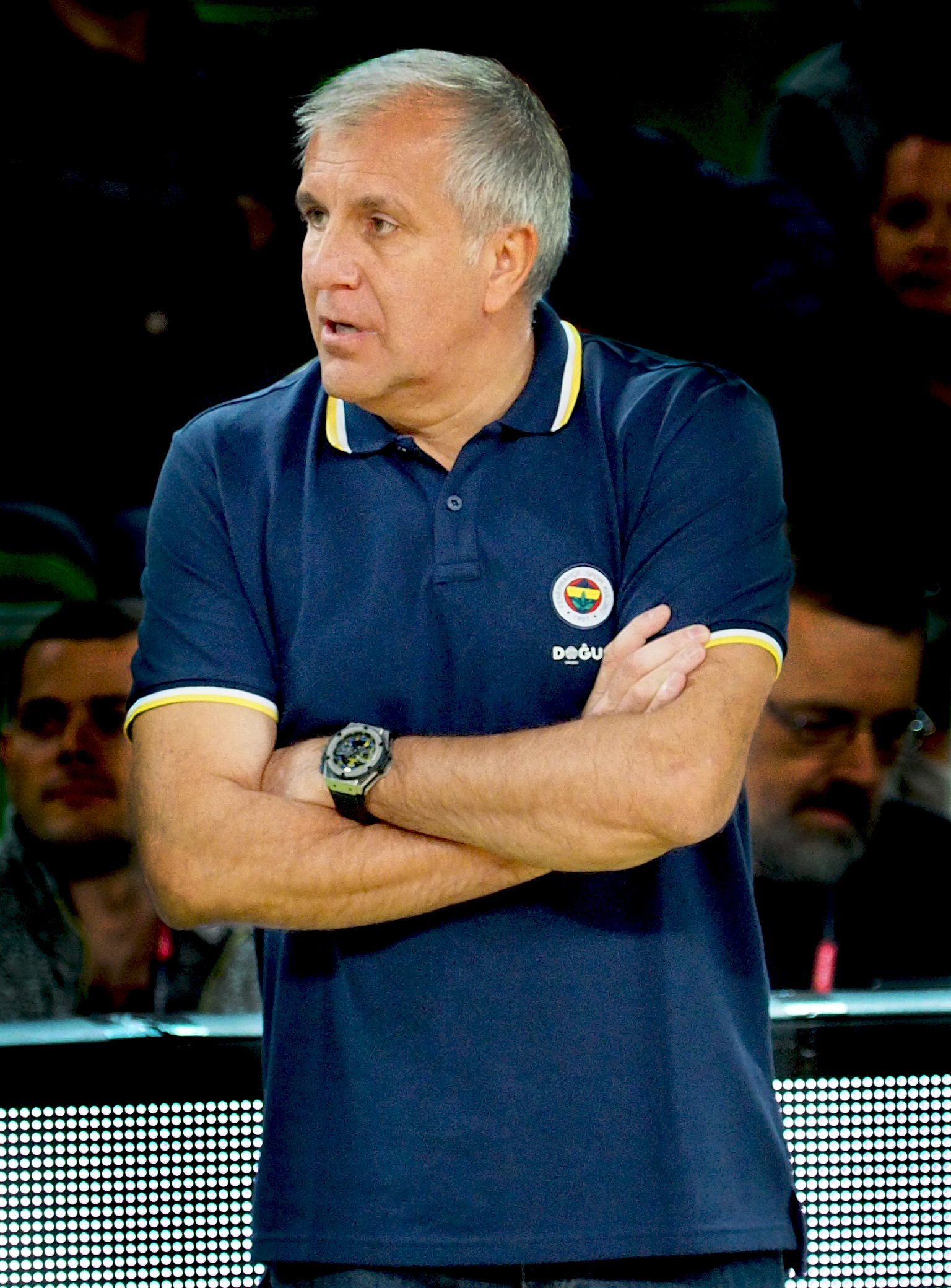
Željko Obradović (2017)

Zur Saison 1991/92 wurde der Wettbewerb umstrukturiert und in FIBA European Championship umbenannt. Einer Reform des Turniers kam dabei die Änderung der Teilnahmeberechtigung für die Vereine gleich, denn durften bislang nur die nationalen Meister des jeweiligen Landes und der Titelverteidiger am Landesmeistercup teilnehmen, hatten ab dieser Spielzeit auch die Vizemeister und teilweise auch die Drittplatzierten der größeren Ligen die Möglichkeit teilzunehmen. Außerdem wurden nun nach den zwei Qualifikationsrunden zwei Gruppen mit je acht Mannschaften gebildet und dem Final Four wurde ein im Modus „Best-of-Three“ ausgetragenes Viertelfinale vorgeschaltet. Die Anzahl der Spiele im Wettbewerb wurde damit um ein Vielfaches erhöht.
Die Spielzeit wurde denn auch gleich von einem „Nicht-Meister“ gewonnen. Der jugoslawische Vizemeister KK Partizan Belgrad gewann den Landesmeisterpokal und trotzte dabei einigen widrigen Umständen: Aufgrund der beginnenden Jugoslawienkriege mussten die Belgrader ihre „Heimspiele“ in Spanien austragen. Mit Predrag Danilović hatte Partizan einer der besten europäischen Shooting Guards aller Zeiten in ihren Reihen, der mit 27 Punkten Topscorer des Endspiels und auch zum Final Four MVP gewählt wurde. In diesem sehr ausgeglichenen Finale bezwangd die Belgrader Mannschaft mit einem Durchschnittsalter von 21 Jahren die Spanier von Joventut de Badalona, die auf einige Routiniers wie Jordi Villacampa zurückgreifen konnten.
Die Partie wurde in den spektakulären Schlusssekunden entschieden: Bei unentschiedenem Spielstand traf zunächst Tomàs Jofresa glücklich per unkonventionellem Unterhandwurf und brachte Joventut mit zwei Punkten Vorsprung in Führung. Doch das letzte Wort hatte Aleksandar Đorđević, der vier Sekunden vor Schluss einen wilden, aus vollem Lauf geworfenen und eigentlich gut verteidigten Dreier versenkte und damit das Spiel mit 71:70 für Belgrad entschied. Der Sieg war gleichbedeutend mit Partizans „Triple Crown“ und dem Beginn des beispiellosen Erfolgs für Trainer Željko Obradović, der danach noch mit drei anderen Mannschaften den Landesmeisterpokal gewann und auch später die EuroLeague fünfmal gewinnen konnte, weshalb er als erfolgreichster Trainer im europäischen Vereinsbasketball bezeichnet werden kann.
In der Saison 1992/93 konnte Partizan nicht zur Titelverteidigung antreten, da jugoslawischen Vereine aufgrund von UN-Sanktionen von internationalen Wettbewerben ausgeschlossen wurden. Aufgrund dessen verließen Topspieler wie Đorđević und Danilović sowie auch Trainer Obradović den Verein. Der deutsche Serienmeister Bayer 04 Leverkusen verpasste nur knapp den Sprung ins Viertelfinale. Die Mannschaft wies mit acht Siegen und sechs Niederlagen dieselbe Bilanz wie EB Pau-Orthez und Olympiakos Piräus auf, doch Bayer musste sich aufgrund des verlorenen direkten Vergleiches mit dem fünften Platz begnügen. Im Endspiel trafen die Finalneulinge Benetton Treviso und Limoges CSP aufeinander, wobei die Italiener von Treviso zu den Klubs mit dem höchsten Budget gehörten und die Split-Ikone Toni Kukoč in ihren Reihen hatten und die Franzosen von Limoges mit bescheidenen Mitteln arbeiten mussten. Das Limoges diese Partie mit 59:55 gewinnen konnte beruhte auf der Tatsache, dass die Franzosen ein unnachgiebiges Abwehrspiel betrieben und die eigenen Angriffe erst kurz vor Ablauf der Wurfuhr abschlossen. Jim Bilba und Michael Young waren dabei die Aushängeschilder der Limogeser Offensive. Die Taktik der Franzosen wurde anschließend kontrovers diskutiert und Trevisos Coach Petar Skansi sprach gar von einem „Triumph des Anti-Basketballs“.

Arvydas Sabonis (1996)

Mit Olympiakos Piräus schaffte es 1993/94 erstmals eine griechische Mannschaft ins Finale des Landesmeisterpokals. Aris und PAOK Thessaloniki waren in den Jahren zuvor bereits Teilnehmer von Final Fours, sodass die griechische Liga bereits zur erweiterten Spitze Europas gehörte. Im Endspiel begegnete Olympiakos dem spanischen Traditions- und reinen Basketballverein Joventut de Badalona mit deren wichtigstem Mann Ferran Martínez. In der Partie setzte sich der Trend der Vorjahre fort, dass das Endspiel ohne größere Highlights und mit Fokus auf die Defensive ablief. Žarko Paspalj wurde in der Partie zur tragischen Figur, als er 4,8 Sekunden vor Schluss beim Stand von 57:59 aus Sicht von Piräus einen Freiwurf vergab. Doch unerklärlicherweise startete das Schiedsgericht nach dem Rebound die Spieluhr erst wieder viel später, sodass Olympiakos noch zu einem Dreierversuch sowie sogar noch zu einem recht aussichtsreichen unverteidigten weiteren Wurf von Paspalj kam, der aber auch vergeben wurde. Badalona mit Trainer Željko Obradović gewann somit die Trophäe.
Obradovićs Erfolg ging auch in der Saison 1994/95 weiter, als er Real Madrid zu deren achten und letzten Titel im Pokal der Landesmeister führte. Die „Königlichen“ sind damit Rekordsieger des Wettbewerbs. Real besiegte im Finale Olympiakos Piräus deutlich, wobei der Schlüssel zum Erfolg daran lag, dass Madrid die NBA-erfahrene Scoringmaschine auf Seiten der Griechen, Eddie Johnson unter Kontrolle und bei unter zehn Punkten hielt. Spielentscheidender Akteur war der litauische Star-Center Arvydas Sabonis, der mit 23 Punkten auch Topscorer wurde. Nach diesem Triumph ging Sabonis in die NBA, wo er noch acht Jahre bei den Portland Trail Blazers spielte und auf 520 Einsätze kam. Er gilt als einer der bedeutendsten europäischen Basketballer aller Zeiten.
In der Spielzeit 1995/96 gelang es Panathinaikos Athen als erster griechischer Mannschaft den Wettbewerb zu gewinnen. Panathinaikos schaffte es bereits in den beiden Jahren zuvor ins Final Four, verlor aber jeweils im Halbfinale. Nun zahlten sich die Investitionen die der Großunternehmer und Eigentümer des Vereins Pavlos Giannakopoulos seit den späten 1980er Jahren in die Mannschaft steckte zum ganz großen Wurf aus. Zu Beginn der Saison tätigten die Athener, die seit 1984 auch die nationale Liga nicht mehr gewinnen konnten den spektakulären Transfer des neunfachen NBA All-Star Dominique Wilkins. Dieser traf auf andere Topleute wie Fragiskos Alvertis oder Panagiotis Giannakis, eine Auswahl die von Trainer Božidar Maljković, der seinen vierten Titel gewann, zu einer der spielstärksten Mannschaften Europas geformt wurde. Die Griechen, die im Finale gegen Barcelona das ganze Spiel über in Führung gelegen hatten, gewannen mit einem Punkt Vorsprung (67:66).

### 1996–2000: FIBA Euroleague, griechischer Durchbruch
Eine weitere Namensänderung des Wettbewerbs, in FIBA Euroleague, erfolgte zur Saison 1996/97. Mit dieser Saison entfernte sich der Wettbewerb endgültig von der ursprünglichen Absicht ein Europapokal nur für Landesmeister zu sein. Nur die Meister der zwölf besten europäischen Ligen konnten sich qualifizieren, dazu die Zweit- und Drittplatzierten der besten Ligen. Von nun an wurden zunächst vier Gruppen mit je sechs Mannschaften gebildet, wobei nach dieser Gruppenphase noch keine Mannschaft ausgeschieden war, stattdessen wurden alle Mannschaften in eine zweite Gruppenphase mit anderen Gruppenzusammensetzungen transferiert, wobei die bisher erspielten Resultate „mitgenommen“ wurden. Die vier Gruppenbesten einer jeden Gruppe erreichten das Achtel- gefolgt vom Viertelfinale. An den Final Fours zum Saisonende wurde festgehalten.
Mit Olympiakos Piräus und dem FC Barcelona begegneten sich im Endspiel zwei Mannschaften, die zuvor zwei- bzw. viermal das Endspiel erreichten, dieses jedoch immer verloren. Beide kamen dabei nur schleppend ins Turnier: Barcelona wies zunächst eine negative Bilanz aus und Olympiakos verlor in der Gruppenphase zweimal gegen die deutsche Überraschungsmannschaft Alba Berlin, die erst im Achtelfinale ausschied. In den Finalrunden steigerten sich beide und erreichten ohne größere Probleme jeweils das Endspiel. Olympiakos wurde von David Rivers angeführt, der es auf 26 Punkte brachte. Bei den Katalanen mitsamt Belgrads 1992er Held Aleksandar Đorđević erreichte hingegen mal wieder kein Spieler Normal- geschweigedenn Finalform, was zu einer eindeutigen Niederlage mit 15 Punkten Unterschied führte. Der FC Barcelona verlor damit auch sein fünftes Finale im Landesmeisterpokal. Olympiakos Piräus mit Coach Dušan Ivković hingegen setzte sich durch den Sieg auch die „Triple Crown“ auf und der Erfolg bedeutete den endgültigen Durchbruch für die griechische Liga an Europas Spitze. In der Mannschaft der Griechen befand sich auch Christian Welp, der bei neun Minuten Einsatzzeit zwei Punkte beisteuerte. Welp war damit der erste deutsche der den Wettbewerb gewann und er blieb der einzige Deutsche der Punkte in einem Landesmeisterpokal-Finale erzielte.
In der Saison 1997/98 schaffte es Alba Berlin unter die acht besten Mannschaften Europas. Der Korać-Cup-Sieger von 1995 bewies damit auch im wichtigsten Europapokal mit den ganz Großen mithalten zu können. Im Achtelfinale demütigten die Berliner im Entscheidungsspiel nahezu PAOK Thessaloniki und deren Topstar Peja Stojaković mit einem 104:71, ehe sie im Viertelfinale gegen den späteren Finalisten AEK Athen chancenlos waren. Das Motto der vergangenen Endspiele nicht selber Punkte zu sammeln, sondern den Rivalen daran zu hindern, wurde in der Partie zwischen Kinder Bologna und AEK auf die Spitze getrieben. Weder dem NBA-erfahrenen Willie Anderson noch irgendeinem anderen Spieler in Reihen von AEK gelang es, auch nur halbwegs den offensiven Rhythmus zu finden. Der beste Athener Schütze war letztlich der Spanier José Lasa mit mickrigen sieben Punkten. Bei Bologna punkteten mit Hugo Sconochini, Predrag Danilović und Antoine Rigaudeau immerhin drei Spieler zweistellig. Dazu kamen bei Bologna Radoslav Nesterovič und Zoran Savić, die an diesem Abend eine unüberwindbare Mauer darstellten. Am Ende war das 58:44 für die Italiener das mit Abstand punktärmste Finale des Wettbewerbs.
Im Finale der Spielzeit 1998/99 in der Münchner Olympiahalle wurde erstmals seit Jahren der Titel wieder über die Offensive entschieden. Die Litauer von Žalgiris Kaunas profitierten von der Mischung aus aufstrebenden einheimischen Talenten wie Saulius Štombergas oder Dainius Adomaitis und erfahrenen NBA-Spielern wie Tyus Edney, der MVP des Final Four wurde. Kaunas überzeugte insbesondere mit einer exzellenten Dreierquote von 73 Prozent und hatte den Vorjahressieger Kinder Bologna mit deren Trainer Ettore Messina zu jeder Zeit im Griff. Am Ende stand ein 82:74, womit Žalgiris Kaunas nach den beiden Bronzemedaillen der litauischen Basketballnationalmannschaft bei Olympia 1992 und 1996 den ersten internationalen Titel für einen litauischen Sportverein seit der Unabhängigkeit des Landes 1990 gewann.
In der Saison 1999/2000 wurde der Wettbewerb zum 43. und letzten Mal ausgetragen zum zweiten Mal von Panathinaikos Athen gewonnen. Im Endspiel in Thessaloniki setzten sich die Griechen mit 73:67 gegen Maccabi Tel Aviv durch. Der Trainer Željko Obradović konnte damit als einziger Trainer den Wettbewerb mit vier verschiedenen Mannschaften gewinnen. Der Serbe kam zur Saison gemeinsam mit seinem Landsmann und Center Željko Rebrača aus Treviso nach Athen. Rebrača wurde mit 20 Punkten und acht Rebounds wichtigster Spieler und folgerichtig auch Final Four MVP. Heimlicher Matchwinner war allerdings Antonios Fotsis, der es als Bankspieler in elf Minuten Einsatzzeit auf neun Punkte und fünf Rebounds brachte. Auch der Deutsche Michael Koch (sechs Minuten, keine Punkte) war im Aufgebot von Panathinaikos und gewann als zweiter Deutscher das Turnier.

### 2000: Einstellung, EuroLeague und Suproleague
Im Vorfeld der Saison 2000/01 kam es zu einer Spaltung innerhalb des europäischen Basketballs. Viele der bedeutendsten und größten Klubs, darunter Real Madrid, FC Barcelona und Olympiakos Piräus, schlossen sich unter dem Dach der Ligenvereinigung Union des Ligues Européennes de Basketball (ULEB) zusammen und gründeten ihrerseits die EuroLeague. Die Absicht damit war es, einen eigenen und im Vergleich zum FIBA-Wettbewerb wirtschaftlich moderneren und effizienteren Wettbewerb ins Leben zu rufen. Die Nutzung der Bezeichnung EuroLeague war möglich, da die FIBA diesen Namen nie rechtlich schützen ließ. Die bis heute ausgetragene EuroLeague nahm seit besagter Saison die Stellung als wichtigster Europapokalwettbewerb ein und beerbte damit in dieser Hinsicht den FIBA Europapokal der Landesmeister bzw. die FIBA Euroleague. Die EuroLeague kann aber nicht als eine Art Nachfolgewettbewerb oder gar Fortführung des „alten“ Landesmeisterpokals gesehen werden, da der Organisator ein anderer ist und die Qualifikation unabhängig vom sportlichen Abschneiden möglich ist, was unter FIBA-Organisation nie der Fall war. Gleichwohl beerbte die EuroLeague den Europapokal der Landesmeister als jenen Wettbewerb, der den wichtigsten Europapokal im Basketball darstellt.
Als Reaktion auf die Gründung der (ULEB) EuroLeague stellte die FIBA ihre Euroleague ein und rief als Gegengewicht die FIBA Suproleague ins Leben, die damit den Platz als höchster von der FIBA ausgetragener Vereinswettbewerb einnahm. In der Saison 2000/01 gab es also zwei Wettbewerbe für die besten europäischen Vereinsmannschaften. Beide Organisationen erkannten die Notwendigkeit, einen einheitlichen Wettbewerb zu schaffen. Im Sommer 2001 einigten sich ULEB und FIBA schließlich darauf, dass fortan die ULEB mit der EuroLeague den Hauptwettbewerb in Europa austragen sollte, woraufhin die Suproleague nach einmaliger Austragung wieder eingestellt wurde. Die Autorität über sämtliche Wettbewerbe der Nationalmannschaften (Welt- und Europameisterschaft sowie olympisches Turnier) blieb bei der FIBA.

## Endspiele

### Liste aller Endspiele

#### 1958–1991: FIBA Europapokal der Landesmeister
| Saison  | Austragungsort | Sieger                     | Finalist                   | Ergebnis          | Topscorer                 |
| ------- | -------------- | -------------------------- | -------------------------- | ----------------- | ------------------------- |
| 1958    | Riga Sofia     | ASK Riga                   | Akademik Sofia             | 86:81 84:71       | Jānis Krūmiņš             |
| 1958/59 | Riga Sofia     | ASK Riga                   | Akademik Sofia             | 79:58 69:67       | Jānis Krūmiņš             |
| 1959/60 | Tiflis Riga    | ASK Riga                   | BK Dinamo Tiflis           | 86:81 84:71       | Jānis Krūmiņš             |
| 1960/61 | Riga Moskau    | ZSKA Moskau                | ASK Riga                   | 87:62 61:66       | Wiktor Subkow             |
| 1961/62 | Genf           | BK Dinamo Tiflis           | Real Madrid                | 90:83             | Wayne Hightower           |
| 1962/63 | Madrid Moskau  | ZSKA Moskau                | Real Madrid                | 69:86 91:74 99:80 | Emiliano Rodríguez        |
| 1963/64 | Brünn Madrid   | Real Madrid                | Spartak-Zbrojovka Brünn    | 099:110 84:64     | Emiliano Rodríguez        |
| 1964/65 | Moskau Madrid  | Real Madrid                | ZSKA Moskau                | 81:88 76:62       | Clifford Luyk             |
| 1965/66 | Bologna        | Simmenthal Olimpia Milano  | TJ Slavia VŠ Prag          | 77:72             | Jiří Zídek Sr.            |
| 1966/67 | Madrid         | Real Madrid                | Simmenthal Olimpia Milano  | 91:83             | Steve Chubin              |
| 1967/68 | Lyon           | Real Madrid                | TJ Spartak ZJŠ Brünn       | 98:95             | Miles Aiken               |
| 1968/69 | Barcelona      | ZSKA Moskau                | Real Madrid                | 103:99 n. V.      | Wladimir Andrejew         |
| 1969/70 | Sarajevo       | Ignis Pallacanestro Varese | ZSKA Moskau                | 79:74             | Sergei Below              |
| 1970/71 | Antwerpen      | ZSKA Moskau                | Ignis Pallacanestro Varese | 69:53             | Sergei Below              |
| 1971/72 | Tel Aviv       | Ignis Pallacanestro Varese | Jugoplástika Split         | 70:69             | Petar Skansi              |
| 1972/73 | Lüttich        | Ignis Pallacanestro Varese | ZSKA Moskau                | 71:66             | Sergei Below              |
| 1973/74 | Nantes         | Real Madrid                | Ignis Pallacanestro Varese | 84:82             | Dino Meneghin             |
| 1974/75 | Antwerpen      | Ignis Pallacanestro Varese | Real Madrid                | 79:66             | Bob Morse                 |
| 1975/76 | Genf           | Mobilgirgi Varese          | Real Madrid                | 81:74             | Bob Morse                 |
| 1976/77 | Belgrad        | Maccabi Tel Aviv           | Mobilgirgi Varese          | 78:77             | Jim Boatwright            |
| 1977/78 | München        | Real Madrid                | Mobilgirgi Varese          | 75:67             | Walter Szczerbiak         |
| 1978/79 | Grenoble       | KK Bosna Sarajevo          | Emerson Varese             | 96:93             | Žarko Varajić             |
| 1979/80 | Berlin         | Real Madrid                | Maccabi Tel Aviv           | 89:85             | Earl Williams             |
| 1980/81 | Straßburg      | Maccabi Tel Aviv           | Sinudyne Bologna           | 85:79             | Marco Bonamico            |
| 1981/82 | Köln           | Squibb Cantù               | Maccabi Tel Aviv           | 86:80             | Bruce Flowers             |
| 1982/83 | Grenoble       | Ford Cantù                 | Billy Milano               | 69:68             | Antonello Riva            |
| 1983/84 | Genf           | Banco di Roma              | FC Barcelona               | 79:73             | Juan Antonio San Epifanio |
| 1984/85 | Athen          | KK Cibona Zagreb           | Real Madrid                | 87:78             | Dražen Petrović           |
| 1985/86 | Budapest       | KK Cibona Zagreb           | Žalgiris Kaunas            | 94:82             | Arvydas Sabonis           |
| 1986/87 | Lausanne       | Tracer Milano              | Maccabi Tel Aviv           | 71:69             | Lee Johnson               |
| 1987/88 | Gent           | Tracer Milano              | Maccabi Tel Aviv           | 90:84             | Bob McAdoo                |
| 1988/89 | München        | Jugoplástika Split         | Maccabi Tel Aviv           | 75:69             | Doron Jamchy              |
| 1989/90 | Saragossa      | Jugoplástika Split         | FC Barcelona               | 72:67             | Toni Kukoč                |
| 1990/91 | Paris          | Pop 84 Split               | FC Barcelona               | 70:65             | Zoran Savić               |

#### 1991–1996: FIBA European Championship
| Saison  | Austragungsort | Sieger               | Finalist             | Ergebnis | Topscorer          | Finals MVP        |
| ------- | -------------- | -------------------- | -------------------- | -------- | ------------------ | ----------------- |
| 1991/92 | Istanbul       | KK Partizan Belgrad  | Joventut de Badalona | 71:70    | Predrag Danilović  | Predrag Danilović |
| 1992/93 | Athen          | Limoges CSP          | Benetton Treviso     | 59:55    | Terry Teagle       | Toni Kukoč        |
| 1993/94 | Tel Aviv       | Joventut de Badalona | Olympiakos Piräus    | 59:57    | Ferran Martínez    | Žarko Paspalj     |
| 1994/95 | Saragossa      | Real Madrid          | Olympiakos Piräus    | 73:61    | Arvydas Sabonis    | Arvydas Sabonis   |
| 1995/96 | Paris          | Panathinaikos Athen  | FC Barcelona         | 67:66    | Artūras Karnišovas | Dominique Wilkins |

#### 1996–2000: FIBA Euroleague
| Saison  | Austragungsort | Sieger              | Finalist         | Ergebnis | Topscorer         | Finals MVP     |
| ------- | -------------- | ------------------- | ---------------- | -------- | ----------------- | -------------- |
| 1996/97 | Rom            | Olympiakos Piräus   | FC Barcelona     | 73:58    | David Rivers      | David Rivers   |
| 1997/98 | Barcelona      | Kinder Bologna      | AEK Athen        | 58:44    | Antoine Rigaudeau | Zoran Savić    |
| 1998/99 | München        | Žalgiris Kaunas     | Kinder Bologna   | 82:74    | Antoine Rigaudeau | Tyus Edney     |
| 1999/00 | Thessaloniki   | Panathinaikos Athen | Maccabi Tel Aviv | 73:67    | Nate Huffman      | Željko Rebrača |

### Scoring-Bestwerte
| Rang | Spieler           | Verein                    | Punkte | Finale  |
| ---- | ----------------- | ------------------------- | ------ | ------- |
| 1.   | Žarko Varajić     | KK Bosna Sarajevo         | 45     | 1978/79 |
| 2.   | Wladimir Andrejew | ZSKA Moskau               | 37     | 1968/69 |
| 3.   | Sergei Below      | ZSKA Moskau               | 36     | 1972/73 |
| 4.   | Dražen Petrović   | KK Cibona Zagreb          | 36     | 1984/85 |
| 5.   | Steve Chubin      | Simmenthal Olimpia Milano | 34     | 1966/67 |

## Statistiken und Auszeichnungen

### Titelgewinner und Finalisten

#### Vereine
| Platz | Verein                    | Siege | Zweiter |
| ----- | ------------------------- | ----- | ------- |
| 1.    | Real Madrid               | 8     | 6       |
| 2.    | Pallacanestro Varese      | 5     | 5       |
| 3.    | ZSKA Moskau               | 4     | 3       |
| 4.    | Olimpia Milano            | 3     | 2       |
| 5.    | ASK Riga                  | 3     | 1       |
| 5.    | KK Split                  | 3     | 1       |
| 7.    | Maccabi Tel Aviv          | 2     | 6       |
| 8.    | Panathinaikos Athen       | 2     | —       |
| 8.    | Pallacanestro Cantù       | 2     | —       |
| 8.    | KK Cibona Zagreb          | 2     | —       |
| 11.   | Virtus Bologna            | 1     | 2       |
| 11.   | Olympiakos Piräus         | 1     | 2       |
| 13.   | Joventut de Badalona      | 1     | 1       |
| 13.   | / Žalgiris Kaunas         | 1     | 1       |
| 13.   | BK Dinamo Tiflis          | 1     | 1       |
| 16.   | KK Partizan Belgrad       | 1     | —       |
| 16.   | Limoges CSP               | 1     | —       |
| 16.   | Pallacanestro Virtus Roma | 1     | —       |
| 16.   | KK Bosna Sarajevo         | 1     | —       |
| 20.   | FC Barcelona              | —     | 5       |
| 21.   | Spartak ŽS Brünn          | —     | 2       |
| 21.   | Akademik Sofia            | —     | 2       |
| 23.   | AEK Athen                 | —     | 1       |
| 23.   | USK Prag                  | —     | 1       |
| 23.   | Pallacanestro Treviso     | —     | 1       |

#### Nationen
| Platz | Nation                             | Siege | Zweiter |
| ----- | ---------------------------------- | ----- | ------- |
| 1.    | Italien                            | 120   | 100     |
| 2.    | Spanien                            | 9     | 120     |
| 3.    | Sowjetunion                        | 8     | 6       |
| 4.    | Jugoslawien Serbien und Montenegro | 7     | 1       |
| 5.    | Griechenland                       | 3     | 3       |
| 6.    | Israel                             | 2     | 6       |
| 7.    | Frankreich                         | 1     | —       |
| 7.    | Litauen                            | 1     | —       |
| 9.    | Tschechoslowakei                   | —     | 3       |
| 10.   | Bulgarien                          | —     | 2       |

#### Trainer

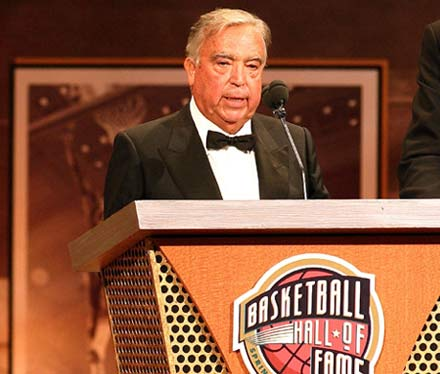
Pedro Ferrándiz (2013)

| Rang | Trainer             | Verein                                                                   | Siege | Saisons                            |
| ---- | ------------------- | ------------------------------------------------------------------------ | ----- | ---------------------------------- |
| 1.   | / Željko Obradović  | KK Partizan Belgrad Joventut de Badalona Real Madrid Panathinaikos Athen | 4     | 1991/92 1993/94 1994/95 1999/00    |
| 1.   | Alexander Gomelski  | ASK Riga ZSKA Moskau                                                     | 4     | 1958, 1958/59, 1959/60 1970/71     |
| 1.   | Pedro Ferrándiz     | Real Madrid                                                              | 4     | 1964/65, 1966/67, 1967/68, 1973/74 |
| 1.   | / Božidar Maljković | Jugoplastika Split Limoges CSP Panathinaikos Athen                       | 4     | 1988/89, 1989/90 1992/93 1995/96   |
| 5.   | Aleksandar Nikolić  | Ignis Pallacanestro Varese                                               | 3     | 1969/70, 1971/72, 1972/73          |
| 6.   | Ewgeni Alekseew     | ZSKA Moskau                                                              | 2     | 1960/61, 1962/63                   |
| 6.   | Sandro Gamba        | Ignis Pallacanestro Varese                                               | 2     | 1974/75, 1975/76                   |
| 6.   | Lolo Sainz          | Real Madrid                                                              | 2     | 1977/78, 1979/80                   |
| 6.   | Valerio Bianchini   | Squibb Cantù Banco di Roma                                               | 2     | 1981/82 1983/84                    |
| 6.   | Željko Pavličević   | KK Cibona Zagreb Pop 84 Split                                            | 2     | 1985/86 1990/91                    |

### Teilnahmen am Final Four (ab 1988)

#### Vereine
| Platz | Verein                   | Teilnahmen | Sieger | Zweiter | Dritter | Vierter |
| ----- | ------------------------ | ---------- | ------ | ------- | ------- | ------- |
| 1.    | FC Barcelona             | 7          | —      | 4       | —       | 3       |
| 2.    | Panathinaikos Athen      | 4          | 2      | —       | 2       | —       |
| 3.    | Olympiakos Piräus        | 4          | 1      | 2       | 1       | —       |
| 4.    | Maccabi Tel Aviv         | 4          | —      | 3       | 1       | —       |
| 5.    | KK Split                 | 3          | 3      | —       | —       | —       |
| 6.    | Limoges CSP              | 3          | 1      | —       | 1       | 1       |
| 6.    | / KK Partizan Belgrad    | 3          | 1      | —       | 1       | 1       |
| 8.    | Real Madrid              | 3          | 1      | —       | —       | 2       |
| 9.    | Aris Thessaloniki        | 3          | —      | —       | 1       | 2       |
| 10.   | Virtus Bologna           | 2          | 1      | 1       | —       | —       |
| 10.   | Joventut de Badalona     | 2          | 1      | 1       | —       | —       |
| 12.   | Olimpia Milano           | 2          | 1      | —       | 1       | —       |
| 13.   | Pallacanestro Treviso    | 2          | —      | 1       | 1       | —       |
| 14.   | Žalgiris Kaunas          | 1          | 1      | —       | —       | —       |
| 15.   | AEK Athen                | 1          | —      | 1       | —       | —       |
| 16.   | PAOK Thessaloniki        | 1          | —      | —       | 1       | —       |
| 16.   | ZSKA Mosau               | 1          | —      | —       | 1       | —       |
| 16.   | KK Union Olimpija        | 1          | —      | —       | 1       | —       |
| 16.   | Anadolu Efes SK          | 1          | —      | —       | 1       | —       |
| 20.   | ASVEL Lyon               | 1          | —      | —       | —       | 1       |
| 20.   | Fortitudo Bologna        | 1          | —      | —       | —       | 1       |
| 20.   | Victoria Libertas Pesaro | 1          | —      | —       | —       | 1       |
| 20.   | CB Estudiantes           | 1          | —      | —       | —       | 1       |

#### Nationen
| Platz | Nation                             | Teilnahmen | Siege | Zweiter | Dritter | Vierter |
| ----- | ---------------------------------- | ---------- | ----- | ------- | ------- | ------- |
| 1.    | Griechenland                       | 130        | 3     | 3       | 5       | 2       |
| 2.    | Spanien                            | 130        | 2     | 5       | —       | 6       |
| 3.    | Italien                            | 8          | 2     | 2       | 2       | 2       |
| 4.    | Jugoslawien Serbien und Montenegro | 6          | 4     | —       | 1       | 1       |
| 5.    | Frankreich                         | 4          | 1     | —       | 1       | 2       |
| 6.    | Israel                             | 4          | —     | 3       | 1       | —       |
| 7.    | Litauen                            | 1          | 1     | —       | —       | —       |
| 8.    | Russland                           | 1          | —     | —       | 1       | —       |
| 8.    | Slowenien                          | 1          | —     | —       | 1       | —       |
| 8.    | Türkei                             | 1          | —     | —       | 1       | —       |

### Auszeichnungen

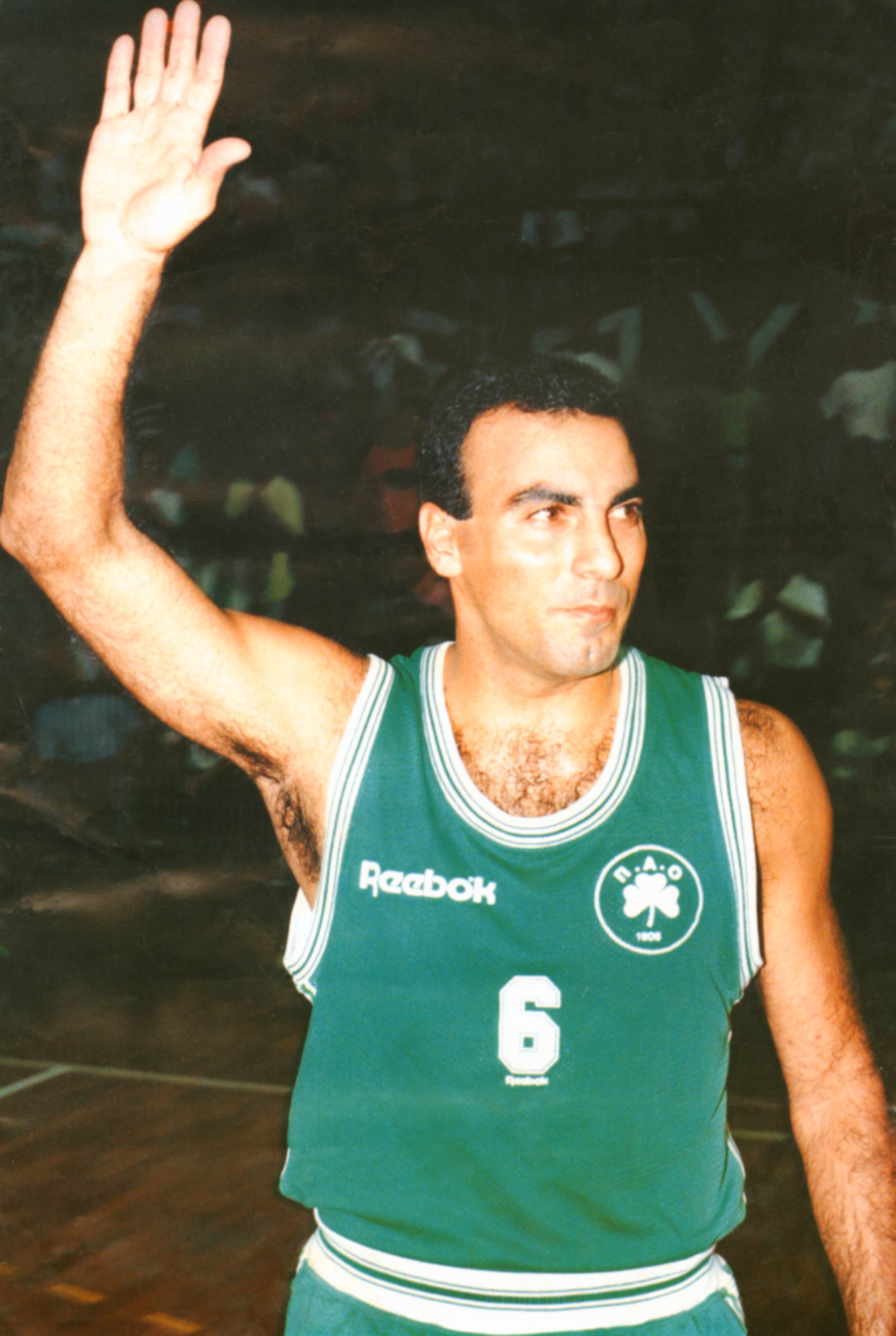
Nikos Galis (1992)

Final Four MVP
- 3 Auszeichnungen:  /  Toni Kukoč

Finals Topscorer
- 3 Auszeichnungen:  Jānis Krūmiņš,  Sergei Below
- 2 Auszeichnungen:  Emiliano Rodríguez,  Bob Morse,  /  Arvydas Sabonis,  Antoine Rigaudeau

Topscorer Saison
- 2 Auszeichnungen:  Nikos Galis

### Spieler-Höchstwerte

#### Karriere
Meiste Titelgewinne:
- 7 Titel:  Dino Meneghin
- 6 Titel:  Clifford Luyk
- 5 Titel:  Aldo Ossola

Meiste absolvierte Spiele:

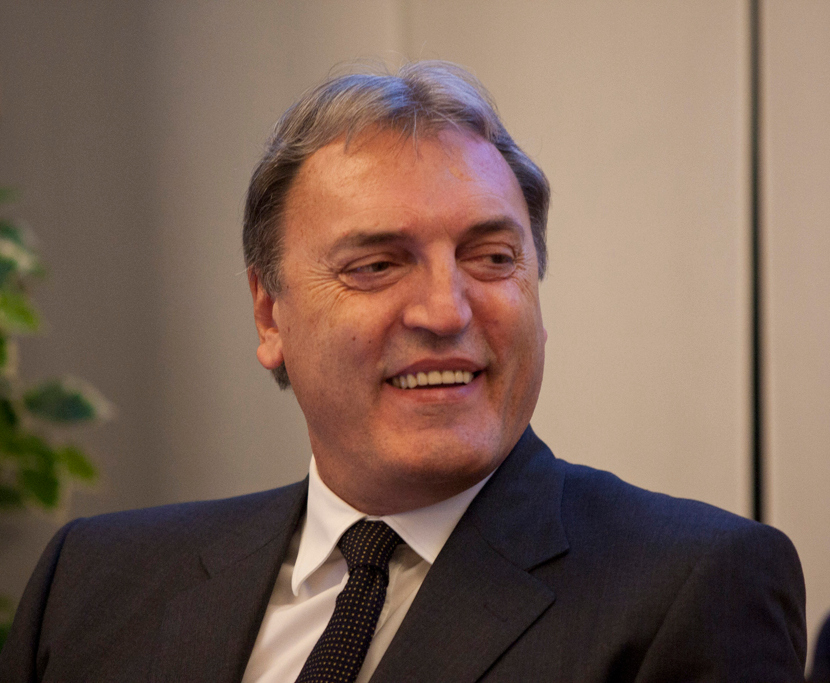
Dino Meneghin (2010)

- Miki Berkovich (Maccabi Tel Aviv): 205 Spiele

Meiste Punkte:
- Nikos Galis (Aris Thessaloniki, Panathinaikos Athen): 4.047 Punkte
- Miki Berkovich (Maccabi Tel Aviv): 3.619 Punkte
- /  Wayne Brabender (Real Madrid): 3.392 Punkte
- Doron Jamchi (Maccabi Tel Aviv): 3.087 Punkte
- Clifford Luyk (Real Madrid): 2.639 Punkte

#### Spiel
Meiste Punkte in einem Spiel:

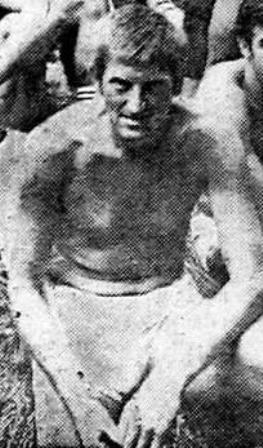
Radivoj Korać (1968)

- Radivoje Korać (OKK Belgrad): 99 Punkte gegen Alviks BK (Rückspiel) (Saison 1964/65)[59]
- Radivoje Korać (OKK Belgrad): 71 Punkte gegen Alviks BK (Hinspiel) (Saison 1964/65)[59]
- Kamiel Dierckx (Maes Pils Mechelen): 63 Punkte gegen Benfica Lissabon (Saison 1967/68)
- Joe Arlauckas (Real Madrid): 63 Punkte gegen Buckler Beer Bologna (Saison 1995/96)
- Radivoj Korać (OKK Belgrad): 60 Punkte gegen Real Madrid (Saison 1964/65)

Meiste Assists in einem Spiel:
- Pedro Miguel Neves (Benfica Lissabon): 17 Assists gegen ZSKA Moskau (1994/95)
- Elmer Bennett (Tau Cerámica): 17 Assists gegen Žalgiris Kaunas (Saison 1998/99)

Meiste Rebounds in einem Spiel:
- Michalis Romanidis (Aris Thessaloniki): 30 Rebounds gegen Commodore Den Helder (Saison 1991/92)
- John Pinone (Estudiantes Caja Postal): 30 Rebounds gegen Aris Thessaloniki (Saison 1991/92)

Meiste Steals in einem Spiel:
- Jimmy Nebot (ASVEL Lyon): 11 Steals gegen Efes Pilsen (Saison 1996/97)
- Marcus Webb (ZSKA Moskau): 11 Steals gegen PAOK Thessaloniki (Saison 1997/98)

### EuroLeague’s 50 Greatest Contributors

EuroLeague-Basketball-Logo

Die Euroleague’s 50 Greatest Contributors ist eine 2008 veröffentlichte Liste der 50 bedeutendsten Persönlichkeiten in der Geschichte des Europapokals der Landesmeister sowie der EuroLeague, mithin des entweder unter Organisation der FIBA oder der ULEB jeweils bedeutendsten Vereinswettbewerbs im europäischen Vereinsbasketball der Herren. Anlässlich des fünfzigsten Jubiläums der ersten Austragung des Wettbewerbs 1958 wurden 35 Spieler, zehn Trainer und fünf Schiedsrichter ausgewählt. Nominiert waren, jeweils nach Kategorien geordnet, insgesamt 105 Spieler, 20 Trainer und zwölf Schiedsrichter, die als „Mitwirkende“ alle einen bedeutenden Beitrag erbracht hatten.
Durch ein vom ehemaligen FIBA-Generalsekretär Borislav Stanković geleitetes Auswahlkomitee bestehend aus ehemaligen Spielern, Trainern und Schiedsrichter sowie Basketball-Journalisten wurde die Zusammensetzung der Liste der zu ehrenden Kandidaten abschließend bestimmt. Hierfür arbeiteten auch die ansonsten chronisch zerstrittenen Verbände FIBA und ULEB zusammen. Die 50 gewählten Persönlichkeiten wurden im Rahmen des Final Four der Saison 2007/08 in einer offiziellen Zeremonie geehrt.

### EuroLeague Champions 1958–2021
Nachfolgend eine kumulierte Übersicht aller Vereine, die den höchsten Europapokalwettbewerb (von 1958 bis 2000 unter FIBA- und ab 2000 unter ULEB-Organisation) gewinnen konnten. Dies ist die einzige hier aufgelistete Statistik, die die Ära der EuroLeague ab dem Jahr 2000 mit einbezieht.

#### Vereine
| Platz | Verein                    | Siege | Saisons                                                                                  |
| ----- | ------------------------- | ----- | ---------------------------------------------------------------------------------------- |
| 1.    | Real Madrid               | 100   | 1963/64, 1964/65, 1966/67, 1967/68, 1973/74, 1977/78, 1979/80, 1994/95, 2014/15, 2017/18 |
| 2.    | / ZSKA Moskau             | 8     | 1960/61, 1962/63, 1968/69, 1970/71, 2005/06, 2007/08, 2015/16, 2018/19                   |
| 3.    | Panathinaikos Athen       | 7     | 1995/96, 1999/00, 2001/02, 2006/07, 2008/09, 2010/11 2023/24                             |
| 3.    | Maccabi Tel Aviv          | 7     | 1976/77, 1980/81, 2000/01, 2003/04, 2004/05, 2013/14                                     |
| 5.    | Pallacanestro Varese      | 5     | 1969/70, 1971/72, 1972/73, 1974/75, 1975/76                                              |
| 6.    | ASK Riga                  | 3     | 1958, 1958/59, 1959/60                                                                   |
| 6.    | Olimpia Milano            | 3     | 1965/66, 1986/87, 1987/88                                                                |
| 6.    | KK Split                  | 3     | 1988/89, 1989/90, 1990/91                                                                |
| 6.    | Olympiakos Piräus         | 3     | 1996/97, 2011/12, 2012/13                                                                |
| 10.   | Pallacanestro Cantù       | 2     | 1981/82, 1982/83                                                                         |
| 10.   | KK Cibona Zagreb          | 2     | 1984/85, 1985/86                                                                         |
| 10.   | Virtus Bologna            | 2     | 1997/98, 2000/01                                                                         |
| 10.   | FC Barcelona              | 2     | 2002/03, 2009/10                                                                         |
| 14.   | BK Dinamo Tiflis          | 1     | 1961/62                                                                                  |
| 14.   | KK Bosna Sarajevo         | 1     | 1978/79                                                                                  |
| 14.   | Pallacanestro Virtus Roma | 1     | 1983/84                                                                                  |
| 14.   | KK Partizan Belgrad       | 1     | 1991/92                                                                                  |
| 14.   | Limoges CSP               | 1     | 1992/93                                                                                  |
| 14.   | Joventut de Badalona      | 1     | 1993/94                                                                                  |
| 14.   | Žalgiris Kaunas           | 1     | 1998/99                                                                                  |
| 14.   | Fenerbahçe Istanbul       | 1     | 2016/17                                                                                  |
| 14.   | Anadolu Efes Istanbul     | 1     | 2020/21                                                                                  |

#### Nationen
| Platz | Nation                             | Siege |
| ----- | ---------------------------------- | ----- |
| 1.    | Italien                            | 130   |
| 1.    | Spanien                            | 130   |
| 3.    | Sowjetunion Russland               | 120   |
| 4.    | Griechenland                       | 9     |
| 5.    | Jugoslawien Serbien und Montenegro | 7     |
| 6.    | Israel                             | 5     |
| 7.    | Türkei                             | 2     |
| 8.    | Frankreich                         | 1     |
| 8.    | Litauen                            | 1     |